# Vissec
Vissec là một xã trong vùng Occitanie, thuộc tỉnh Gard, quận Le Vigan, tổng Alzon. Tọa độ địa lý của xã là 43° 54' vĩ độ bắc, 3° 27' kinh độ đông. Vissec nằm trên độ cao trung bình là 400 mét trên mực nước biển, có điểm thấp nhất là 340 mét và điểm cao nhất là 793 mét. Xã có diện tích 21,83 km², dân số vào thời điểm 1999 là 43 người; mật độ dân số là 2 người/km².
 Lưu trữ ngày 29 tháng 8 năm 2008 tại Wayback Machine http://vissec.free.fr

## Thông tin nhân khẩu
| 1962 | 1968 | 1975 | 1982 | 1990 | 1999 |
| ---- | ---- | ---- | ---- | ---- | ---- |
| 43   | 46   | 40   | 50   | 50   | 43   |